# Gulkronad siska
Gulkronad siska (Serinus flavivertex) är en fågel i familjen finkar inom ordningen tättingar.

## Utseende och läte
Gulkronad siska är en färgglad fink med olivgrön rygg, svarta vingar med två gula vingband och mestadels gult på huvud och undersida. Honan och ungfågeln har mattare färgsättning i mer bruna toner och med mer streckning. Arten liknar vitbukig siska, men har tydligare vingband och saknar mustaschstreck. Sången är typiskt sisklik, en ljus och kvittrig ramsa.

## Utbredning och systematik
Gulkronad siska delas in i tre underarter med följande utbredning:
- Serinus flavivertex flavivertex – Eritrea till norra Tanzania
- Serinus flavivertex sassii – sydvästra Uganda, sydöstra Kongo-Kinshasa till sydvästra Tanzania, nordöstra Zambia och norra Malawi
- Serinus flavivertex huillensis – höglänta områden i centrala Angola (norra Huambo, Huila och Bie)

## Status
Arten har ett stort utbredningsområde och beståndet anses stabilt. Internationella naturvårdsunionen IUCN listar den därför som livskraftig (LC).